# Steinen (Badenia-Wirtembergia)
Steinen – gmina w Niemczech, w kraju związkowym Badenia-Wirtembergia, w rejencji Fryburg, w regionie Hochrhein-Bodensee, w powiecie Lörrach. Leży nad rzeką Wiese, ok. 7 km na północny wschód od Lörrach.